# Silbermönch
Der Silbermönch (Cucullia argentea) ist ein Schmetterling (Nachtfalter) aus der Familie der Eulenfalter (Noctuidae).

## Merkmale
Der Silbermönch erreicht eine Flügelspannweite von etwa 28 bis 34 Millimetern. Die Falter sind unverwechselbar. Die Vorderflügel sind schmal und von grünlicher Grundfärbung. An der Wurzel, im Mittelfeld und am Saum befinden sich markante und typische silberne Flecken, die der Art auch den Namen gaben. Die silbernen Flecken sind manchmal schwarz gesäumt oder durchschnitten. Die Hinterflügel sind weißlich, nach außen in einen Grauton übergehend. Am Kopf befindet sich ein kapuzenförmiges, nach vorne gerichtetes Haarbüschel.
Die Raupen sind schmutzig grün mit rotbraunen oder dunkel violetten Zeichnungselementen und dunklen Warzen auf jedem Segment. Die Rückenlinie ist gelbweiß und von rotbraunen Ringen unterbrochen. An den Seiten befinden sich Reihen gelbweißer Flecke. Die Stigmen sind gelb und schwarz eingefasst. Der Kopf ist braun gefleckt und besitzt ein weiß eingefasstes Stirndreieck.
Die Raupe kann mit derjenigen vom Beifuß-Mönch (Cucullia absinthii) leicht verwechselt werden, ist aber kontrastreicher gezeichnet.
Die Puppe ist gelbbraun mit grünlichen Flügelscheiden.

## Vorkommen
Der Silbermönch kommt in Japan, China, durch das klimatisch gemäßigte Asien bis nach Europa vor. Im Norden ist er im Süden Finnlands und Schwedens sowie in Dänemark zu finden, in Deutschland vereinzelt, früher auch in Thüringen, wo die Art inzwischen jedoch als ausgestorben gilt. Weitere Verbreitungsgebiete sind die westlichen und südlichen Teile Frankreichs, Norditalien, Niederösterreich und Ungarn.
Die Art ist vorwiegend auf Sandböden anzutreffen, so an trockenen Hängen und Lehnen, Grasheiden und Feldrändern.

## Lebensweise
Die Raupen fressen fast ausschließlich an Feld-Beifuß (Artemisia campestris). Sie sind nachtaktiv und verpuppen sich im Herbst im Boden, wobei die Puppen häufig ein bis zwei Jahre überliegen.

### Flug- und Raupenzeiten
Der Silbermönch bildet eine Generation im Jahr, die von Anfang Juni bis Anfang August fliegt und von künstlichen Lichtquellen angezogen wird. Die Raupen können von August bis September angetroffen werden.

## Synonyme
- Cucullia artemisiae, Denis & Schiffermüller.  Hierbei handelt es sich nicht um den Feldbeifuß-Mönch (Cucullia artemisiae) mit identischem Namen, der von Hufnagel 1766 beschrieben wurde.[5][3]

## Gefährdung
In den meisten seiner Vorkommensgebiete in Deutschland ist der Silbermönch selten. Er wird auf der Roten Liste gefährdeter Arten in Kategorie 2 (stark gefährdet) geführt.